# College Animals 3
College Animals 3 (Fraternity House) ist eine US-amerikanische Filmkomödie aus dem Jahr 2008 von Antonijs Prizevoits und die Fortsetzung von College Animals 2.

## Handlung
Jake und Evan sind dabei ihren Abschluss am College zu machen. Die beiden Fraternitymitglieder wollen lieber am College bleiben um Partys zu feiern, sich mit den Damen zu vergnügen oder sich zu betrinken, anstatt ins Artbeitsleben zu starten, um Investmentbanker zu werden. Dabei lassen Jake und Evan keine Gelegenheit aus um nackte Tatsachen zu sehen, sei es auf einer Privatparty auf dem Frat House oder in der Diskothek. Am Ende bestehen sie ihre Prüfungen und verlassen das College.

## Produktion
College Animals 3 wurde von den Produktionsfirmen Alpha Theta Chi Films und TAV Productions hergestellt. Der Filmvertrieb wurde in den USA durch Virgil Films & Entertainment übernommen und Sunfilm Entertainment für deutschen Vertrieb, wie in den Teilen zuvor. Die Filmaufnahmen entstanden in Grand Rapids, Michigan. 

### Veröffentlichung
In den Vereinigten Staaten wurde die Filmkomödie am 18. September 2008 veröffentlicht und in Deutschland erschien College Animals 3 am 9. April 2009. Die DVD beinhaltet neben dem Hauptfilm Interviews, geschnittenen Szenen, Trailer und Audiokommentare.

## Kritiken
„»American Pie« braucht keine Angst zu haben, mit »College Animals 3« ist allerhöchstens ein schlechtes Plagiat auf den Markt gekommen, das ihm keinerlei Konkurrenz macht. Viele Ideen und Figuren wurden aus dem Original übernommen und schlecht neu dargestellt, die Handlung ist lahm und träge, der Film kommt nur langsam voran. Außer Partys, hirnlosen Erotikszenen und schlechten Dialoge bietet »College Animals 3« nichts, was einen Kauf rechtfertigen würde.“

## Fortsetzung
Im Jahr 2009 erschien in den Vereinigten Staaten College Animals 4 (Originaltitel: Frat Party) von Regisseur Robert Bennett und ist seit Juli 2013 in Deutschland erhältlich.